# Reinier V van Henegouwen
Reinier V (° ? - † ?, 1039) volgde in 1013 zijn vader, Reinier IV, op als graaf van Bergen.
Samen met zijn oom, graaf Lambert I van Leuven, leed hij in 1015 te Florennes een nederlaag tegen hertog Godfried I van Lotharingen. Door te trouwen (na 1025) met Godfrieds nicht Mathilde, dochter van markgraaf Herman van Ename, kwam er echter een verzoening tot stand en verwierf Reinier de burcht Ename voor Henegouwen.
Zijn zoon Herman van Bergen volgde hem op.

## Voorouders
| Voorouders van Reinier V van Bergen | Voorouders van Reinier V van Bergen                               | Voorouders van Reinier V van Bergen                               | Voorouders van Reinier V van Bergen                               | Voorouders van Reinier V van Bergen                               | Voorouders van Reinier V van Bergen                         | Voorouders van Reinier V van Bergen                         | Voorouders van Reinier V van Bergen                                       | Voorouders van Reinier V van Bergen                                       |
| ----------------------------------- | ----------------------------------------------------------------- | ----------------------------------------------------------------- | ----------------------------------------------------------------- | ----------------------------------------------------------------- | ----------------------------------------------------------- | ----------------------------------------------------------- | ------------------------------------------------------------------------- | ------------------------------------------------------------------------- |
| Overgrootouders                     | Reinier II van Henegouwen (890-932) ∞ ? (-)                       | Reinier II van Henegouwen (890-932) ∞ ? (-)                       | ? (-) ∞ ? (-)                                                     | ? (-) ∞ ? (-)                                                     | Hugo de Grote (897-956) ∞ 938 Hedwig van Saksen (914-965)   | Hugo de Grote (897-956) ∞ 938 Hedwig van Saksen (914-965)   | Willem III van Aquitanië (910-963) ∞ 935 Adela van Normandië (917-na 969) | Willem III van Aquitanië (910-963) ∞ 935 Adela van Normandië (917-na 969) |
| Grootouders                         | Reinier III van Henegouwen (920-973) ∞ Adela van Leuven (929-961) | Reinier III van Henegouwen (920-973) ∞ Adela van Leuven (929-961) | Reinier III van Henegouwen (920-973) ∞ Adela van Leuven (929-961) | Reinier III van Henegouwen (920-973) ∞ Adela van Leuven (929-961) | Hugo Capet (940-996) ∞ 968 Adelheid van Poitiers (952-1004) | Hugo Capet (940-996) ∞ 968 Adelheid van Poitiers (952-1004) | Hugo Capet (940-996) ∞ 968 Adelheid van Poitiers (952-1004)               | Hugo Capet (940-996) ∞ 968 Adelheid van Poitiers (952-1004)               |
| Ouders                              | Reinier IV van Henegouwen (947-1013) ∞ Hedwig (970-1013)          | Reinier IV van Henegouwen (947-1013) ∞ Hedwig (970-1013)          | Reinier IV van Henegouwen (947-1013) ∞ Hedwig (970-1013)          | Reinier IV van Henegouwen (947-1013) ∞ Hedwig (970-1013)          | Reinier IV van Henegouwen (947-1013) ∞ Hedwig (970-1013)    | Reinier IV van Henegouwen (947-1013) ∞ Hedwig (970-1013)    | Reinier IV van Henegouwen (947-1013) ∞ Hedwig (970-1013)                  | Reinier IV van Henegouwen (947-1013) ∞ Hedwig (970-1013)                  |
| Reinier V van Bergen (-1039)        |                                                                   |                                                                   |                                                                   |                                                                   |                                                             |                                                             |                                                                           |                                                                           |